# Bipes
Bipes Latreille, 1802 è un genere di rettili del sottordine Amphisbaenia. È l'unico genere della famiglia Bipedidae.

## Descrizione
A differenza di tutte le altre anfisbene,  i bipedidi sono dotati di due arti anteriori ben sviluppati, muniti di unghie robuste, atte a scavare il terreno.

## Tassonomia
Il genere comprende le seguenti specie:
- Bipes biporus (Cope, 1894)
- Bipes canaliculatus Latreille, 1801
- Bipes tridactylus (Dugès, 1894)

## Distribuzione e habitat
Tutte e tre le specie sono endemiche del Messico.